# Éducation socioculturelle
 (juillet 2025).
Si vous disposez d'ouvrages ou d'articles de référence ou si vous connaissez des sites web de qualité traitant du thème abordé ici, merci de compléter l'article en donnant les références utiles à sa vérifiabilité et en les liant à la section « Notes et références ».
 (juillet 2025).
Pour les articles homonymes, voir ESC.
L'éducation socioculturelle (ESC) est une discipline scolaire singulière de l’enseignement agricole en France. Elle célèbre ses 60 ans en 2025.
Elle se caractérise par des principes, des méthodes et des ambitions spécifiques qui trouvent leur incarnation dans trois objectifs éducatifs : 
● Éducation aux enjeux sociaux et culturels
● Éducation artistique
● Éducation à la communication, à l’autonomie et la coopération
C'est dans le contexte des lois de modernisation agricole (1962) que le dispositif d’éducation socioculturelle – un centre socioculturel, un animateur socioculturel, une
association sportive et culturelle – est mis en place pour participer à cette « ouverture sur le monde et sur la vie » que devait provoquer l’enseignement technique agricole pour une population restée encore à l’écart du progrès et souffrant d’un « handicap culturel ». 
Dans les établissements agricoles, où le régime d'internat s’imposait pour une majorité d'élèves, furent créées les associations sportives et culturelles, désormais appelées ALESA (Association des Lycéens, Étudiants, Stagiaires et Apprentis), avec pour mission de « mettre en avant la personnalité des élèves et la dynamique du corps social auquel ils appartiennent » (Edgard Pisani, alors Ministre de l'agriculture). Le professeur d'éducation socioculturelle de l’époque était donc un animateur, tenant une place exemplaire
Elle utilise le plus souvent des méthodes actives, notamment la pédagogie par projet.
Particularité de ce métier: les professeurs d'ÉSC doivent assurer un tiers de leur temps en animation (organisation de spectacle, liens avec le territoire…), un peu dans le même esprit que les professeurs d'EPS.

## Histoire de l'éducation socioculturelle

### Fondements
Paul Harvois, chargé de mission auprès d’Edgard Pisani, puis chef de bureau de la promotion sociale et de l’action culturelle à la DGER a une vision holistique des ruraux et affirme qu’il faut prendre l’homme rural dans sa pluralité indissociable. Son projet est ainsi un dispositif global d’animation du milieu rural ancré sur le réseau des établissements d’enseignement agricole. En 1963, il réorganise le réseau des foyers de progrès agricole (qui deviendront les CFPPA en 1965) et fonde le GREP (Groupe de Recherche Pour l’Éducation et la Promotion) en 1964. Il précise alors sa conception de l’animation du milieu rural et recrute sans concours sur la base d’une expérience sociale et culturelle réussie la première promotion de « socioculturels », des militants de l’éducation populaire et de l’école nouvelle et animateurs du milieu rural. Paul Harvois part en 1968.
La circulaire E 222 du Ministère de l’agriculture du 23 février 1965 "L’éducation socioculturelle dans les établissements d’enseignement public agricole" concrétise administrativement l’existence de l’éducation socioculturelle dans les établissements d’enseignement public agricole. Elle définit l’ESC dans une idéologie issue de l’éducation populaire et inspirée de nouvelles méthodes pédagogiques.
Elle rappelle les objectifs de l’enseignement agricole caractérisé comme un véritable système d’éducation qui s’inspire des grandes recherches pédagogiques:
- L’enseignement agricole doit permettre aux ruraux de maîtriser leur situation et de s’intégrer à la communauté, à ceux qui quittent la campagne de pouvoir se réorienter.
- L’établissement agricole permet le désenclavement et le dialogue avec la cité. 	* 	Les sciences biologiques et d’observation ont une place naturellement importante.

Et précise les apports de l’ESC qui doit permettre
- Une prolongation de l’action des professeurs au-delà de l’éducation
- D’introduire des matières et valeurs éducatives : matières visant à l’épanouissement de l’être, au développement de l’esprit de curiosité et de recherche, à l’utilisation intelligente du temps libre.
- Aux élèves, d’affirmer leurs goûts personnels, leur instinct créateur, leur sens de l’initiative,  de les préparer à l’exercice des responsabilités, à l’enrichissement de la vie personnelle et à l’apprentissage démocratique de la vie en société.
- D’ouvrir les élèves à la vie extérieure, d’organiser avec les ruraux et pour eux des conférences, stages, etc.

L’existence du centre socioculturel implique une participation des élèves à sa décoration, son aménagement et sa remise en état, ses gestion et animation par les élèves sous le contrôle du professeur d’ESC, sa très large accessibilité, son accès dénué d’enjeu c’est-à-dire qu’il ne doit pas être l’objet de récompenses ou de punitions.
Le professeur d’ESC collabore avec les autres professeurs et en permanence de la direction, il aide les élèves à affirmer leur personnalité, n’use pas de la contrainte. Il crée et maintient les contacts avec le milieu rural et urbain.
La circulaire propose également un modèle de statut pour les Associations Sportives et Culturelles (ASC) qui sera le support des actions.
L’ESC correspond à la vision humaniste de Paul Harvois, son souci de l’amélioration de la qualité de la vie, sa croyance que ce système pouvait être une façon de rendre les hommes heureux.

### Évolutions
Mais l’enthousiasme militant du début s’assagit peu à peu : c’est le processus d’institutionnalisation de l’utopie.
En ce qui concerne le statut et la formation, en décembre 1966, un décret fonctionnarise le personnel socioculturel qui devient PEC (Professeur d’Éducation Culturelle) et ASC (Animateur Socio Culturel). Un arrêté en fixe les modalités de recrutement en 1967 : les PEC doivent être titulaires d’une licence. En 1968, l’INPSA (Institut National Supérieur de Promotion Agricole) ouvre ses portes pour une formation des PEC et ASC qui dure deux ans. En 1978, le niveau de recrutement des animateurs est relevé à BAC+2 et ils deviennent PCETA (Professeur de Collège de l’Enseignement Technique Agricole). Ces évolutions administratives ne sont pas sans influence sur la façon d’enseigner. Ainsi Paul Harvois espérait-il en mai 1980, lors de journées d’études du SNETAP (Syndicat National de l’Enseignement Technique Agricole Public) : Nous avons inventé un statut pour vous. Je vous demande simplement en conclusion de ne pas être les fonctionnaires de ce statut.
En 1992, les PEC deviennent professeurs certifiés de l’enseignement agricole, et les PCETA deviennent professeurs de lycée professionnel agricole, tous deux recrutés désormais au niveau licence et appelés professeurs d’éducation socioculturelle.
Selon Jean-François Chosson, 1968 a durement ébranlé et fait émerger une troisième tendance de la philosophie de l’animation culturelle - les deux autres suscitaient déjà des débats dans la formation des animateurs. Outre la lutte pour une répartition plus équitable des biens culturels, la recherche de l’identité culturelle communautaire permettant de se tourner vers l’autre, surgit une autre voie qui favorise la créativité engagée, l’égalité des rapports sociaux qui donne la parole de chacun comme ayant un intérêt et la libération du corps (la fête). Tendance que Chosson définit comme lyrico-spontanéiste. Il est alors nécessaire de faire des choix quant à la formation des animateurs à l’INPSA, et quant à leurs missions dans la retombée de l’effervescence de 1968. Les animateurs ont une réputation d’incontrôlabilité et l’ESC, qui était effectivement imaginé comme devant être présente dans tout le système éducatif, est vue comme un cheval de Troie.
Un enseignant d'ESC : « Il y avait des relations assez tendues au départ parce que c’était des mecs [les animateurs] qui avaient une personnalité assez forte, les proviseurs de l’époque avaient aussi une personnalité très très forte, et il y a eu des clashs parce qu’ils essayaient de développer l’autonomie des élèves et que pour un proviseur à cette époque là, il fallait que tout soit bien rangé, discipliné donc pas trop d’autonomie, les élèves qui obéissent etc. »
En janvier 1969 est constitué, à la demande du DGER (Directeur Général de l'Enseignement et de la Recherche), le groupe de travail Wallon chargé de définir de nouvelles orientations à l’animation socioculturelle qui aboutit sur la circulaire du 9 novembre 1970. Cette circulaire a pour objet le fonctionnement de l’éducation culturelle. Tout en en démontrant le caractère positif, elle supprime le préfixe socio et tend à négliger le champ du développement culturel du milieu rural. Elle réduit l’action des animateurs au cadre scolaire, les personnels d’éducation socioculturelle commencent à avoir des séquences en face à face avec les élèves et sont incités à s’intégrer plus au système scolaire.
Mais en 1977, le rapport Gauthier est demandé afin de préparer une nouvelle circulaire, c’est la circulaire 2013 du 22 janvier 1979, qui abroge les précédentes. Elle a pour objet la précision et l’actualisation des objectifs de l’ESC, le processus pour leur mise en œuvre et la méthodologie selon les publics. Selon cette circulaire, l’ESC est affirmée comme indispensable mais devant modifier ses objectifs en fonction de l’évolution des contextes familial, social et pédagogique et de son insertion dans le système éducatif (définie comme un passage de l’empirisme à une réflexion menant à l’élaboration de documents pédagogiques (INRAP) de 1973 à 1977). Les objectifs de l’enseignement agricole sont définis comme la formation des chefs, cadres, ouvriers… du secteur agricole et para-agricole. On note l’évolution par rapport à 1965 où les objectifs de l’enseignement étaient plus des objectifs de développement et d’ouverture au monde. Il est certain que le monde rural entre dans une époque concurrentielle où il faut être efficace, alors que dans les années 1960, il s’agissait d’acculturation des ruraux. L’animation du milieu rural est tout de même évoquée dans un petit paragraphe qui rappelle son importance et le manque de travail réalisé à ce niveau. L’ESC est réaffirmée comme contribuant au développement culturel et social des élèves en donnant sa juste place à la sensibilité, la créativité, la curiosité, la responsabilité, l’esprit critique, l’autonomie, en facilitant et en développant l’expression personnelle des élèves, l’utilisation des moyens de diffusion et de communication de la culture, la préparation à la vie d’adulte responsable. Dans le cadre de ces objectifs généraux, elle doit :
- apprendre à l’élève à s’exprimer, à communiquer, à créer dans tous les langages autres que verbaux, à découvrir, utiliser et maîtriser les techniques d’animation de groupes, d’investigation d’un milieu, d’exploitation des stages/visites
- l’informer sur le développement culturel, lui apprendre à connaître les grands moyens de communication
- le conduire à réaliser un projet culturel volontaire
- l’entraîner à la gestion et à l’animation
- l’aider à s’informer sur la vie politique / la vie locale.

Les objectifs sont pratiques : il s’agit de donner à l’élèves des outils alors qu’en 1965 il était question de développement personnel et d’ouverture d’esprit. L’ESC est réaffirmée comme devant être une préoccupation de tous les personnels. Les obligations des personnels d’ESC sont beaucoup plus définies et la question des horaires prend en compte les temps en face à face (2/3), les heures d’animation (1/3) et la gestion de l’ASC. C’est une façon de cadrer les enseignants, considérés longtemps comme des électrons libres. La méthodologie n’impose toujours pas de programme mais une nécessité d’établir des progressions de travail par écrit, d’en informer l’équipe pédagogique et les parents et d’évaluer l’impact.
C’est la phase d’Utopie fragmentée, selon Jean-Pierre Menu dans un document de travail de février 2005 retraçant 40 années d’enseignement agricole. C’est une transition, de l’éducation socioculturelle comme système global visant à l’épanouissement et l’ouverture de l’individu vers une intégration à un système scolaire.
Un enseignant exprime aujourd'hui la division entre professeurs et animateurs : « Les choses ont vraiment changé au point où beaucoup de collègues ont dit on est en train de changer de métier, c’est dans les années 1980, quand on a commencé à parler de contrôle en cours de formation, de contrôle continu, qu’on a mis en place de nouvelles formations, qu’il y a eu beaucoup beaucoup de concertations pédagogique […] et nous on a intégré ce système-là, on est devenu des enseignants avec des objectifs, des programmes, des contrôles à effectuer auprès des élèves, des contrôles certificatifs, matières d’examen etc.…et donc là on est devenu de plus en plus des enseignants […] ça a changé la nature du boulot si tu veux, on est devenu plus profs et à mon avis moins animateurs »

L’évolution du métier est évidemment liée à des changements de contexte social. Dans les années 1960, les élèves des lycées agricoles étaient quasiment exclusivement internes ce qui entraînait donc une vraie vie sociale collective. Actuellement il en reste peu et il devient plus difficile de mobiliser les élèves en soirée pour des activités culturelles. De la même manière, les campagnes ne sont plus du tout le désert culturel des années 1960 mais des structures publiques y développent une action culturelle accrue, voire la construction d’équipements. Le lycée agricole, s’il reste un partenaire, devient un pôle d’activité moins important. Avec l’urbanisation croissante, les lycées, pour certains, ne sont plus du tout en zone rurale. En conséquence de tout cela, l’animation devient secondaire. En 1998, les professeurs l’ont toutefois revendiquée et leur temps d’animation a été conforté par une circulaire en 1999. Cependant, leur action est différente et ils la mènent moins avec des groupes volontaires.
L’évolution de la société, le changement de statut et de niveau de formation des enseignants, la reprise en main de l’éducation socioculturelle par l’administration sont les moteurs du changement des procédures d’action de l’ESC. Il est un autre facteur d’importance, c’est la signature de la convention Culture/Agriculture (et notamment celle de 1990) qui promeut des façons de faire plus « culturelles » et moins « sociales ».

## Modules de formation
L'ÉSC est présente dans tous les diplômes de l'enseignement agricole français : CAPa, baccalauréats professionnels agricoles, baccalauréat technologique STAV, Baccalauréat général, option EATDD (Écologie Agronomie Territoire et Développement Durable remplaçant Citoyenneté, anciennement EATC ), BTSA (Brevet de Technicien Supérieur Agricole). 

## Formation des enseignants en France
Les professeurs sont soit des professeurs certifiés soit des professeurs des lycées professionnels, formés à l'ENSFEA à Toulouse (auparavant à l'INPSA de Dijon).

### Autres sources
France inter a consacré le 13 décembre 2007 une courte émission radiophonique, « Carnets de campagne », pendant laquelle Béatrice Fabre, Professeur d'ESC au LEGTA de Vic de Bigorre a pu évoquer les grandes lignes du métier.